# وئرهوسور
وئرهوسور (نام علمی: Wuerhosaurus) نام یک سرده از بالاخانواده پوشیده‌خزنده‌سانان است.